# Bonus Baby
Bonus Baby (en hangul, 보너스베이비; en hanja, 獎金寶貝; katakana: ボーナスベビー; estilizado como BONUSbaby) es un girl group formado por Maroo Entertainment en 2016. El grupo está formado por seis miembros: Moonhee, Hayoon, Chaehyun, Dayoon, Gaon y Kongyoo. Hicieron su debut el 1 de enero de 2017, con el sencillo «We». En el momento de su debut, era el grupo femenino más jovens en Corea. Las dos miembros mayores proceden de un grupo de ídolos de la misma compañía, MyB, que se disolvió a finales de 2016. Desde el 31 de julio de 2020 se especula que el grupo se disolvió.

## Historia

### Predebut
Maroo Entertainment había anunciado que lanzaría un nuevo grupo de chicas que consta de seis miembros. Las miembros, Moonhee y Hayoon, habían sido anteriormente miembros del grupo MyB. Moonhee había sido aprendiz de JYP Entertainment.

### 2017─presente: Debut con el sencilloWe
El 1 de enero de 2017, el grupo debutó en Inkigayo de SBS con el sencillo «We».

## Integrantes
| Miembro      | Miembro | Nombre de nacimiento | Nombre de nacimiento | Fecha de nacimiento                | Lugar de nacimiento        |
| Romanización | Hangul  | Romanización         | Hangul               | Fecha de nacimiento                | Lugar de nacimiento        |
| ------------ | ------- | -------------------- | -------------------- | ---------------------------------- | -------------------------- |
| Moonhee      | 문희    | Choi Moon Hee        | 최문희               | 25 de abril de 1997 (27 años)      | Gwangmyeong, Corea del Sur |
| Hayoon       | 하윤    | Jung Ha Yoon         | 정하윤               | 21 de noviembre de 1998 (26 años)  | Ulsan, Corea del Sur       |
| Chaehyun     | 채현    | Park Chae Hyun       | 박채현               | 29 de septiembre de 1999 (25 años) | Namwon, Corea del Sur      |
| Dayoon       | 다윤    | Ahn Da Yoon          | 안다윤               | 20 de noviembre de 1999 (25 años)  | Incheon, Corea del Sur     |
| Gaon         | 가온    | Kim Ga Eun           | 김가은               | 9 de marzo de 2001 (23 años)       | Geoje, Corea del Sur       |
| Kongyoo      | 공유    | Lee Kong Yoo         | 이공유               | 11 de mayo de 2001 (23 años)       | Gwangju, Corea del Sur     |

## Discografía

### Sencillo
| Título                                                                                     | Año  | Mejor posición | Álbum     |
| Título                                                                                     | Año  | KOR            | Álbum     |
| ------------------------------------------------------------------------------------------ | ---- | -------------- | --------- |
| «We» (우리끼리)                                                                            | 2017 | —              | Sin álbum |
| «─» indica que el lanzamiento no se posicionó en la lista o no se lanzó en ese territorio. |      |                |           |